# 吴讷

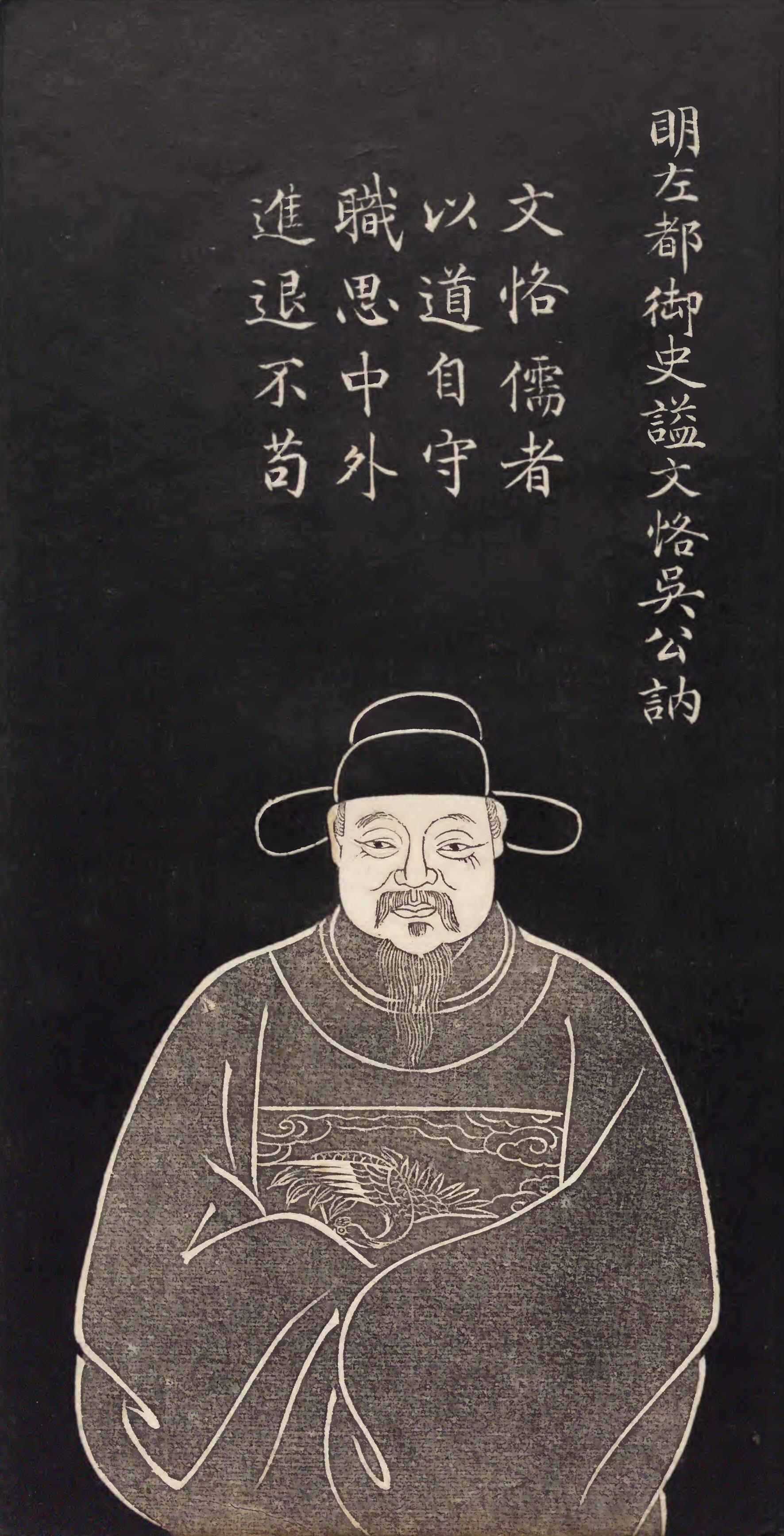
吳訥

吳訥（1372年—1457年），字敏德，號思庵，蘇州府常熟縣人。明朝政治人物。

## 生平
吳訥為人剛介，史稱“散慎直廉，不務矯飾，議論舉指，自恥詭隨”。其人精於醫術，永樂間，經舉薦，至京師。明成祖召對稱旨，侍宮廷中。洪熙元年（1425年），任監察御史，宣德時，出按浙江、貴州，累官至南京都察院左副都御史。曾揭發光祿寺丞董正盜竊官物。被右通政李畛誣陷入獄，不久釋放。正統四年（1439年）告老返鄉，“布衣蔬食，環堵蕭然”，如是十餘年。江南巡撫周忱見他家居簡陋，“欲新其居”，被吳訥謝絕。天順元年（1457年）卒，諡文恪。

## 著作
著有《文章辨體》、《祥刑要覽》、《思庵文粹》等。

## 家族
父吳遵曾任沅陵主簿。